# Suckhole
Le terme suckhole (ou suck hole) désigne le montage d'un ventilateur sur une tour d'ordinateur, où le ventilateur aspire dans la tour l'air frais présent à l'extérieur.

Ces ventilateurs font partie de la catégorie de l'aircooling.

## Emplacements
D'après la norme ATX, les ventilateurs suckhole sont généralement placés à l'avant et en bas de la tour, afin de fournir de l'air frais aux éléments de refroidissement comme le ventirad du microprocesseur par exemple. Ils permettent de créer un flux d'air allant de l'avant vers l'arrière de la tour.

Ce flux est créé également à l'aide de ventilateurs montés en blowhole, qui eux extraient l'air chaud à l'extérieur de la tour.

De plus en plus de tours disposent d'un ventilateur monté en suckhole situé sur le côté, qui permet d'apporter directement de l'air au ventirad du microprocesseur, sans que le flux ne soit freiné par les disques durs, la mémoire vive ou la carte graphique. Malgré tout, certaines personnes n'utilisent pas de ventilateur monté en suckhole sur le côté de la tour, afin que le flux d'air créé de l'avant vers l'arrière (et du bas vers le haut le cas échéant) de la tour ne soit pas gêné, ou bien d'autres montent ce ventilateur en blowhole.

Ce ventilateur est parfois accompagné d'un air duct afin de mieux guider le flux d'air.
L'utilisation d'un suckhole n'est pas recommandée si aucun ventilateur monté en blowhole n'est présent. Il y aurait dans ce cas trop d'air dans la tour.